# Hoplocryptus egregius
Hoplocryptus egregius là một loài tò vò trong họ Ichneumonidae.